# Leland Stanford
Pour les articles homonymes, voir Stanford.
Amasa Leland Stanford, né le 9 mars 1824 à Watervliet (État de New York) et mort le 21 juin 1893 à Palo Alto, est un homme d'affaires et un homme politique américain. Huitième gouverneur de Californie, de 1862 à 1863, membre des Big Four, président de la Southern Pacific Railroad, il fonde avec sa femme Jane l'université Stanford.

## Biographie

### Jeunesse et études
Né à Watervliet, dans l'État de New York, Leland est l'un des huit enfants de Josiah et Elizabeth Phillips Stanford. Il suit ses cours dans des écoles publiques jusqu’en 1836 puis chez lui jusqu’en 1839. Il est ensuite élève au Clinton Liberal Institute, à Clinton (New York), et étudie le droit au séminaire méthodiste de Cazenovia entre 1841 et 1845. Il intègre ensuite le cabinet de Wheaton, Doolittle & Hadley à Albany (New York).
Il est admis au barreau de l'État en 1848, puis déménage pour Port Washington (Wisconsin), où il commence sa carrière d'avocat avec Wesley Pierce. Il épouse Jane Elizabeth Lathrop à Albany le 30 septembre 1850, et est la même année nommé District attorney pour le comté de Washington par le parti Whig.

### Carrière professionnelle
Une partie de ses biens dont sa bibliothèque de droit ayant été perdus dans un incendie, il émigre pour la Californie en 1852, lors de la ruée vers l'or. Il rejoint alors ses 5 frères avec qui il monte une affaire et devient le gérant d’un magasin pour prospecteurs puis d’un grossiste. Dans le même temps, il exerce les fonctions de juge de paix et aide à l’organisation de la Sacramento Library Association, devenue par la suite la Sacramento Public Library. En 1855, il rejoint sa femme qui était restée auprès de sa famille à Albany. Ne trouvant pas le rythme de vie assez dynamique sur la côte est, il déménage avec sa femme pour San Francisco en 1856, et se lance dans le commerce à grande échelle.
En 1861, il devient le président des Big Four, nom donné aux quatre grands entrepreneurs qui fondèrent le Central Pacific Railroad, les trois autres magnats du chemin de fer étant Charles Crocker (superviseur du chantier), Mark Hopkins (trésorier) et Collis Potter Huntington (vice-président).
La même année, il est de nouveau désigné en tant que candidat au poste de gouverneur de l’État de Californie et, cette fois-ci, élu. La 1re locomotive de sa compagnie est alors nommée Gov. Stanford en son honneur. En tant que président de la Central Pacific Railroad, il dirige les travaux de construction à travers les montagnes, posant 530 miles de rail en 293 jours.
En 1868, il rejoint Lloyd Tevis, Darius Ogden Mills, H.D. Bacon, Hopkins et Crocker pour former la Pacific Union Express Company, qui fusionnera avec la Wells Fargo & Company en 1869. Il est à la tête de la compagnie lorsqu'elle construit la 1re ligne transcontinentale de chemin de fer à travers la Sierra Nevada. À ce titre, Stanford a posé le dernier boulon de cette ligne (appelé « Golden Spike ») à Promontory Summit, Utah le 10 mai 1869.
Alors que les travaux du Central Pacific n’étaient pas encore achevés, Stanford et ses associés prirent le contrôle de la Southern Pacific Railroad en 1868. Stanford en fut le président jusqu’en 1890 (excepté durant une courte période en 1869-1870 où Tevis l’a remplacé).
Stanford a été le directeur de la Wells Fargo & Company de 1870 à janvier 1884, puis, après une brève pause, de février 1884 jusqu’à sa mort en juin 1893.

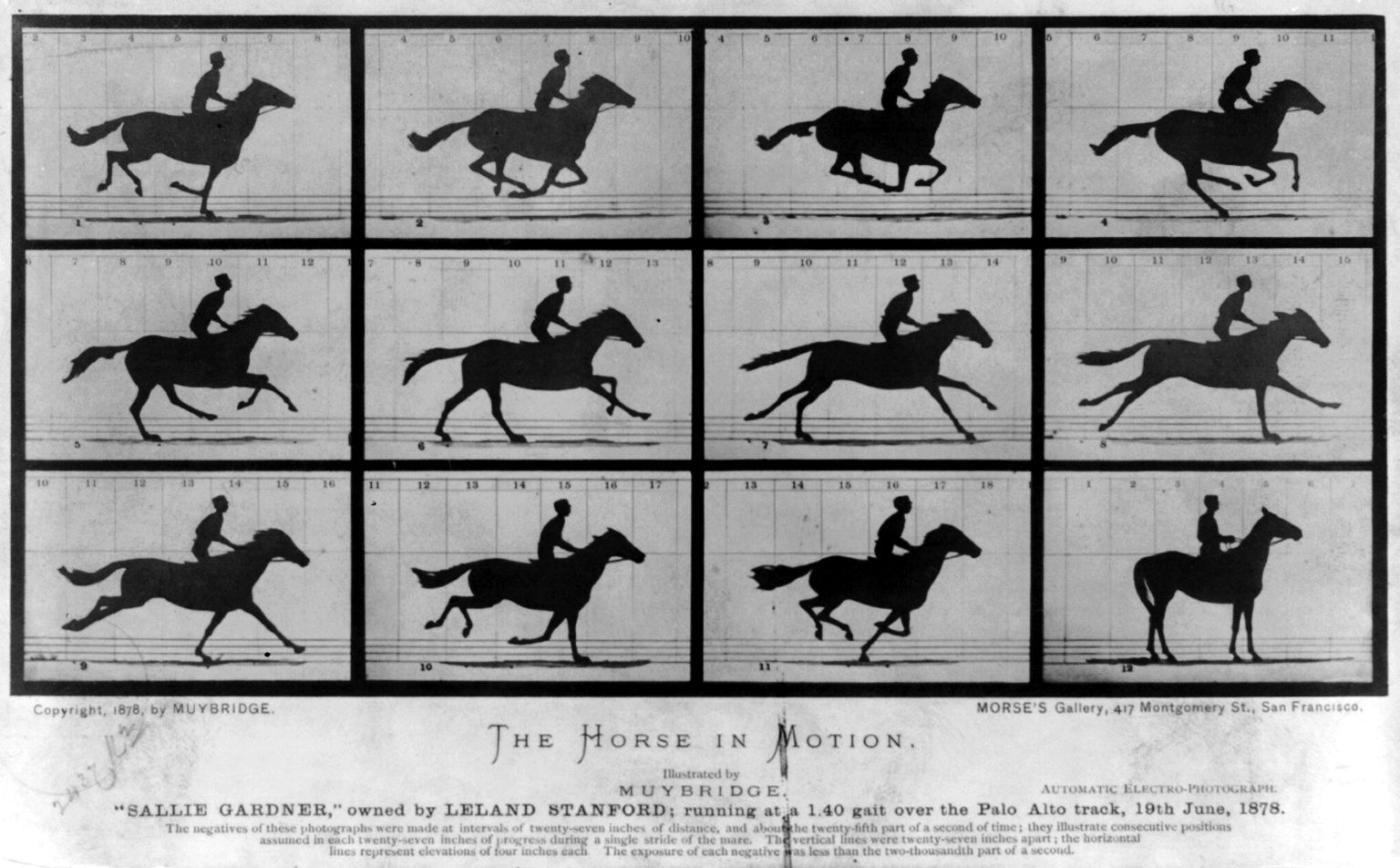
Sallie Gardner at a Gallop par Muybridge.

En 1872, Stanford engage Eadweard Muybridge pour utiliser la technologie nouvellement inventée de la photographie, et établir si un cheval au galop peut avoir les quatre pattes en l’air en même temps. Ce projet, qui illustre le mouvement au travers d'une série d'images fixes considérées ensemble, a été un précurseur de la cinématographique.
Stanford part pour San Francisco en 1874, où il a assume la présidence de l'Occidental et Oriental Steamship Company, la ligne de bateau à vapeur allant au Japon et en Chine associés au Pacific Central.
La Southern Pacific Railroad a été transformée en 1884 en holding pour gérer la Central Pacific et la Southern Pacific. Stanford a été président de la Southern Pacific Company de 1885 à 1890, avant d’être chassé de ce poste ainsi que de la présidence de la Southern Pacific Railroad par Huntington, qui se venge de l'élection de Stanford au poste de sénateur en 1885 alors qu’un de ses amis (A.A. Sargent) briguait aussi ce poste. Stanford est élu président du comité exécutif de la Southern Pacific Railroad en 1890, et occupera ce poste ainsi que celui de président de la Central Pacific Railroad jusqu'à sa mort.
Il est également propriétaire de deux vignobles, les Leland Stanford Winery, fondés en 1869, et dirigés par le frère Josiah, et les 220 km2 de la ferme Great Vina dans le Comté de Tehama, où se situait alors le plus grand vignoble du monde avec 54 km2, les voies de Gridley 90 km2 dans le Comté de Butte (Californie) et le Palo Alto Stock Farm, qui était la maison des célèbres courses de pur-sang, Electioneer, Anon, Suñol, Palo Alto et de Advertiser. L'élevage de Palo Alto a ainsi donné à l’université Stanford son surnom de La Ferme. Les Stanford étaient également propriétaires d'une imposante maison de maître à Sacramento, Californie (qui a été le lieu de naissance de leur fils unique, et est maintenant un musée, le Leland Stanford Mansion State Historic Park, ainsi qu'un lieu où se tiennent des œuvres caritatives organisées par l’État de Californie), ainsi que d'une maison dans le district de Nob Hill (San Francisco) à San Francisco.

### Carrière politique

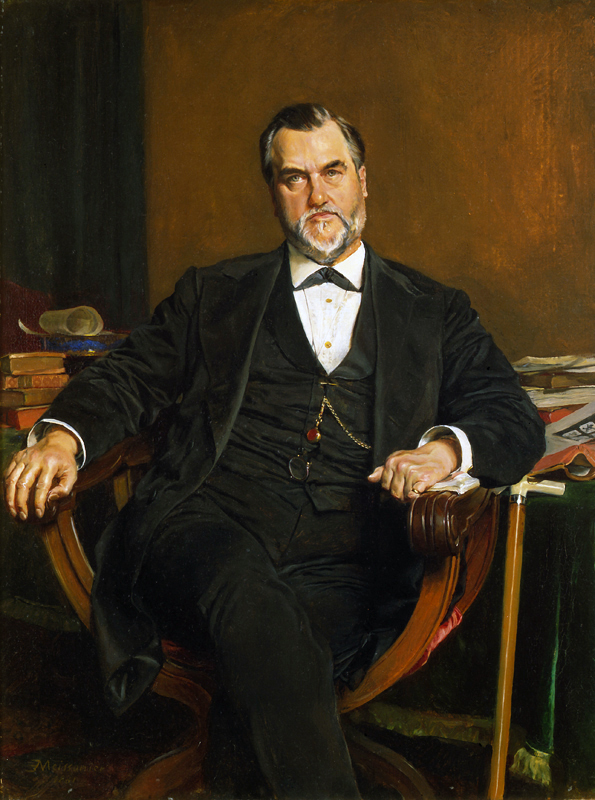
Leland Stanford, Jean-Louis-Ernest Meissonier, 1881, Stanford museum.

Homme d’affaires actif, Stanford s’est aussi intéressé à la politique, devenant un des dirigeants du Parti républicain. Il rencontre d’autres membres du parti Whig pour organiser le Parti Républicain de Californie lors de sa 1re convention le 30 avril 1856. Il est ensuite choisi comme délégué à la convention du parti républicain, chargé de sélectionner les électeurs du président des États-Unis lors des élections de 1856 et 1860. Il connait ensuite une première défaite politique en 1857 lors de l’élection du Trésorier de l’État de Californie puis une deuxième en 1859 alors qu’il s’intéressait à un poste au bureau du gouverneur de Californie. Nommé représentant de la Californie pour la convention nationale du parti à Chicago en 1860, Stanford est finalement élu gouverneur de Californie en 1861.
Il devient ainsi le 8e gouverneur de cet État, occupant le poste de décembre 1861 à décembre 1863, et le premier gouverneur républicain. Avec une élocution à la fois lente et puissante, Stanford se présentait toujours avec des discours préparés à l’avance. Les personnes qui l’écoutait étaient ainsi impressionnées et trouvaient qu’il était plus sincère qu’un orateur improvisant et désinvolte. Durant son mandat de gouverneur, il a réduit la dette de l’État de moitié et plaidé en faveur de la protection des forêts. Il a également supervisé la création de la 1re école normale supérieure de l’État, à San José, et devenue par la suite l’Université d'État de San José. Conformément à la législation adoptée au cours de son mandat, la durée du mandat au poste de gouverneur passe de deux à quatre ans.
Il travaille plus tard au Sénat, de 1885 jusqu’à sa mort en 1893. Il exerce également la fonction de président de la commission du Sénat américain sur les terrains et bâtiments publics, et siège également au Comité de la Marine. Lorsqu’il habite à Washington, Stanford a un logement sur Farragut Square, près de la maison du ministre russe des États-Unis, le Baron Karl Von Struve.

### Création de l'Université Stanford

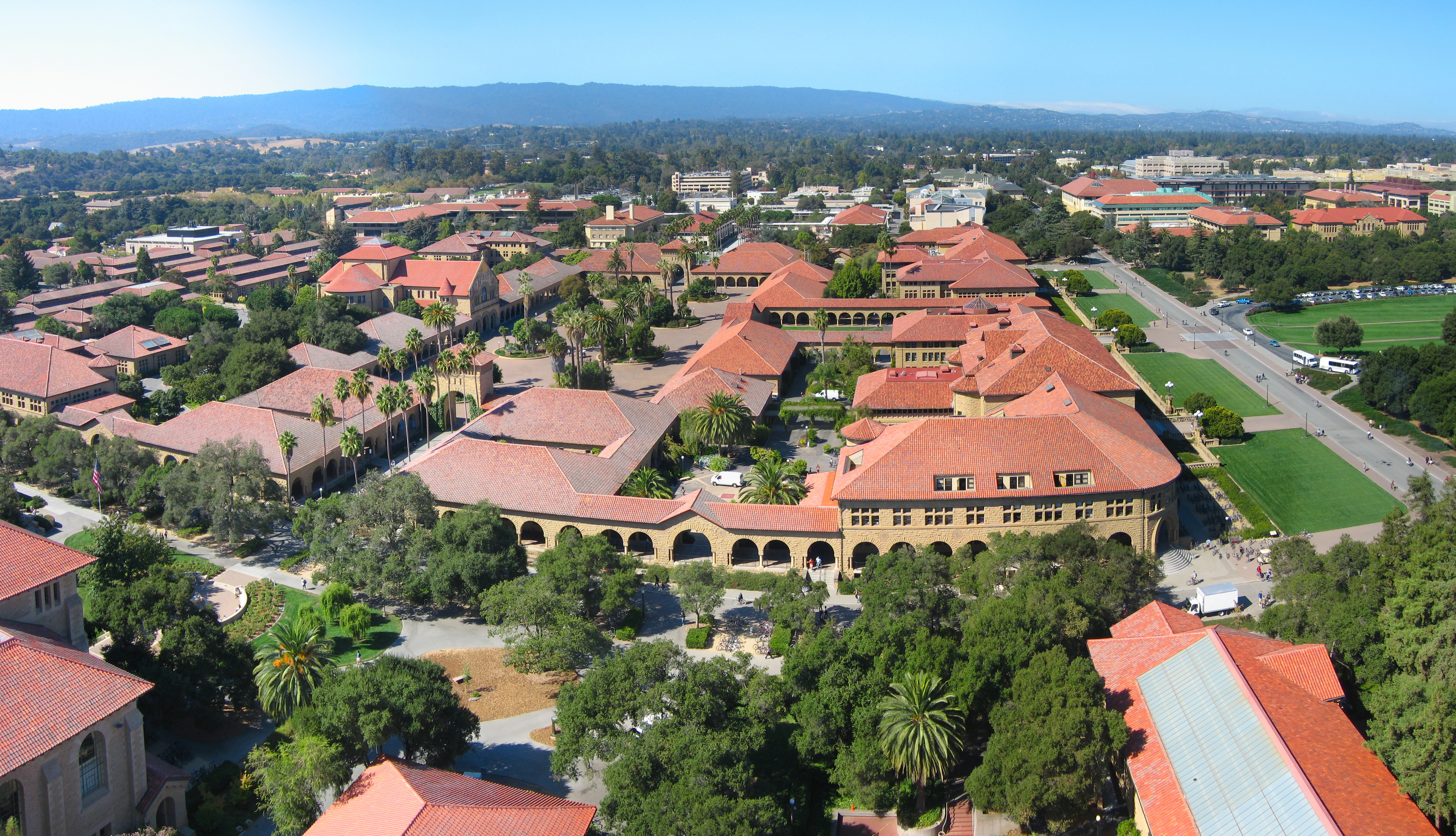
Campus de l'université Stanford, vu de la tour Hoover.

Avec son épouse Jane, Stanford fonde la Leland Stanford Junior University en mémoire de leur enfant unique, Leland Stanford, Jr., mort alors qu’il est encore adolescent de la fièvre typhoïde, à Florence, en Italie, en 1884 lors d'un voyage en Europe. Il faut un investissement d'environ 20 millions de dollars pour que l'université puisse ouvrir, le 1er octobre 1891. Son premier élève, admis à la salle Encina ce jour-là, est Herbert Hoover. La somme totale versée par la famille Stanford à la fin du XIXe siècle à cette université s'élève à plus de 40 millions de dollars.

## Vie privée
Souffrant depuis longtemps d'une ataxie locomotrice, Leland Stanford meurt d'une crise cardiaque à son domicile de Palo Alto, en Californie, le 21 juin 1893. Il repose dans le mausolée de la famille Stanford, sur le campus de son université. Sa femme, Jane, est morte en 1905.

## Héritage
Deux locomotives ont été nommées en son honneur : 
- Gov. Stanford : une locomotive 220 construite en 1863 par la Norris Locomotive Works à Philadelphie et transportée par bateau jusqu’à San Francisco. Cette machine est aujourd’hui au musée du chemin de fer de l’État de Californie à Sacramento.
- El Gobernador, une locomotive 250 construite dans les ateliers de la Central Pacific à Sacramento en 1884. Ses performances en matière de transport de fret n’étant pas à la hauteur, elle fut discrètement mise à l’arrêt en juillet 1894.

L’église sur le campus de l’université Stanford, la Stanford Memorial Church a également été nommée ainsi en sa mémoire.
Stanford est intronisé au California Museum le 15 décembre 2008. C’est son descendant Tom Stanford qui a accepté cet honneur en son nom.